# Conquista francese del Marocco
La conquista francese del Marocco ebbe luogo nel 1911 come conseguenza della Crisi di Agadir quando le forze marocchine assediarono la città di Fes occupata dai francesi. Il 30 marzo 1912, il sultano Abdelhafid siglò il trattato di Fes, cedendo formalmente la sovranità del Marocco alla Francia, trasformando de facto il suo stato in un protettorato francese. Ad ogni modo molte regioni rimasero in stato di rivolta fino al 1934, quando il Marocco venne dichiarato pacificato, ma in alcune regioni l'autorità francese rimase in cooperazione coi capi locali ma non la forza militare.
Il 17 aprile 1912, la fanteria marocchina si ammutinò nella guarnigione francese di Fez. I marocchini non furono in grado di prendere la città e vennero sconfitti dai francesi. Verso la fine di maggio del 1912, le forze marocchine attaccarono ancora una volta senza avere la meglio la guarnigione francese di Fez. L'ultimo tentativo di conquista avvenne nel 1933-34, date dopo la quale poté dirsi completa la pacificazione del Marocco dopo 22 anni di continue tensioni.